# Марчюлёнис, Кястутис
Кясту́тис Марчюлёнис (лит. Kęstutis Marčiulionis; 4 апреля 1977 года, Каунас, Литовская ССР, СССР) — литовский профессиональный баскетболист. Выступал за сборную Литвы. Играл на позиции разыгрывающего защитника.

## Карьера
Воспитанник «Жальгириса», за который и начал карьеру в 1993 году. В 1994 году отправился в США на обучение и продолжил играть в NCAA за команды «Академия Гугенот» (англ. Huguenot Academy, округ Паухатан, 1994—1995) и сборной Военной Академии «Харгрейв» (англ. Hargrave Military Academy, 1995—1996). В 1996—2000 гг. играл за команду Делавэрского университета. Представлял мужскую сборную Литвы по баскетболу на летних Олимпийских играх 2000 в Сиднее, где в составе сборной завоевал бронзовые медали.
После Олимпиады Кестутис вернулся в Литву, где играл за родной «Жальгирис» (2000—2001) и «Летувос Ритас» (2001—2002).
В 2002 году перешёл во вроцлавский «Шлёнск». С 2003 по 2004 год играл в клубах «Айсберен Бремерхафен» (Бремен, Германия), «Атлетас» (Литва) и Астория (Быдгощ, Польша). В 2004—2005 гг играл в Анвиле. В 2005—2006 и в 2008—2009 гг. играл за БК Капошвар. В 2006—2007 играл за БК Альбаком. В 2007—2008 годах играл в Баскет Мальорка (Инка, Балеарские острова, Испания). В 2009—2010 выступал за БК Кечкемет. В 2011—2012 гг. был играющим тренером каунасского «Волукте».

## Награды
- Командор Креста ордена Великого князя Литовского Гядиминаса (2001)